# Fulvio Balatti
Fulvio Balatti, italijanski veslač, * 3. januar 1938,  Mandello del Lario, † 28. oktober 2001. 
Balatti je za Italijo nastopil na Poletnih olimpijskih igrah 1960 in 1964.
Na igrah leta 1960 je v italijanskem četvercu s krmarjem osvojil bronasto medaljo, štiti leta kasneje pa je veslal v četvercu brez krmarja, ki je osvojil peto mesto. 